# 16 هـ
16 هـ هي سنة في التقويم الهجري امتدت مقابلةً في التقويم الميلادي بين سنتي 637 و638.

## أحداث
- شهر رجب - فتح القدس
- سقوط الدولة الفارسية بفتح العاصمة المدائن
- فتح جلولاء في ذي القعدة
- فتح تكريت في جمادى
- فتح حلوان على يد القعقاع بن عمرو التميمي
- فتح قرقيسيا
- فتح ماسبذان
- حج بالناس في هذه السنة عمر بن الخطاب، واستخلف على المدينة زيد بن ثابت

## وفيات
- سعد بن عبيد
- مارية القبطية
- أوس بن سعد الأنصاري